# Overeenkomst van Samoa

Verdragspartijen

De Overeenkomst van Samoa is een verdrag tussen de Europese Unie (EU) en de staten in Afrika, het Caribisch gebied en de Stille Oceaan (ACS), die op 15 november 2023 werd ondertekend in Samoa. Deze overeenkomst is de opvolger van de Overeenkomst van Cotonou die in 2000 in werking trad.

## Geschiedenis
Deze overeenkomst volgt op een halve eeuw samenwerking tussen twee groepen landen die in de loop van de tijd meerdere overeenkomsten sloten.
Sinds september 2018 werd er over een nieuwe overeenkomst onderhandeld. Deze werd in april 2021 ondertekend. Op 20 juli 2023 nam de ACS-EU-Raad van Ministers een besluit aan met betrekking tot de ondertekening en voorlopige toepassing van de overeenkomst.

## Akkoord
Over de naamgeving van de Overeenkomst van Samoa werd besloten tijdens de zesenveertigste zitting van de ACS-EU-Raad van Ministers, die net vóór de ondertekeningsceremonie in november 2023 plaatsvond in Samoa. De overeenkomst omvat een gemeenschappelijke kern, die voor alle partijen geldt, en drie regionale protocollen voor Afrika, het Caribisch gebied en de Stille Oceaan, die zich richten op de specifieke behoeften van elke regio.
De nieuwe overeenkomst, op 15 november 2023 ondertekend in Apia, de hoofdstad van Samoa, heeft betrekking op onderwerpen als duurzame ontwikkeling, groei, mensenrechten, vrede en veiligheid.